# Challenge League 2018-2019
La Challenge League 2018-2019, nota come Brack.ch Challenge League 2018-2019 per motivi di sponsorizzazione, è stata la 122ª edizione della seconda divisione del campionato svizzero di calcio, la 16ª sotto l'attuale denominazione. Il campionato, iniziato il 20 luglio 2018 e concluso il 26 maggio 2019, è stato vinto dal Servette con tre giornate di anticipo.

## Stagione

### Novità
Dalla Challenge League 2017-2018 è stato promosso in Super League il Neuchâtel Xamax, classificatosi al primo posto, mentre il Wohlen è stato retrocesso in Promotion League.
Dalla Super League 2017-2018 è stato retrocesso il Losanna, classificatosi all'ultimo posto, mentre dalla Promotion League 2017-2018 è stato promosso per la prima volta nella sua storia il Kriens.

### Formula
Le 10 squadre partecipanti si affrontano in un doppio girone all'italiana con partite di andata e ritorno per un totale di 36 giornate.

La squadra classificatasi al 1º posto viene promossa in Super League, la seconda invece si gioca la promozione in un doppio spareggio (andata e ritorno) con la penultima classificata della Super League 2018-2019; l'ultima classificata retrocede in Promotion League.

## Squadre partecipanti
| Club            | Stagione | Città           | Stadio                         | Stagione 2017-2018           |
| --------------- | -------- | --------------- | ------------------------------ | ---------------------------- |
| Aarau           | dettagli | Aarau           | Stadion Brügglifeld            | 6º posto in Challenge League |
| Chiasso         | dettagli | Chiasso         | Stadio Riva IV                 | 8º posto in Challenge League |
| Kriens          | dettagli | Kriens          | Stadion Kleinfeld              | 1º posto in Promotion League |
| Losanna         | dettagli | Losanna         | Stade Olympique de la Pontaise | 10º posto in Super League    |
| Rapperswil-Jona | dettagli | Rapperswil-Jona | Stadio Grünfeld                | 5º posto in Challenge League |
| Sciaffusa       | dettagli | Sciaffusa       | LIPO Park                      | 3º posto in Challenge League |
| Servette        | dettagli | Ginevra         | Stade de Genève                | 2º posto in Challenge League |
| Vaduz           | dettagli | Vaduz           | Rheinpark Stadion              | 4º posto in Challenge League |
| Wil             | dettagli | Wil             | IGP Arena                      | 7º posto in Challenge League |
| Winterthur      | dettagli | Winterthur      | Stadion Schützenwiese          | 9º posto in Challenge League |

## Allenatori e primatisti
| Squadra    | Allenatore                                                         | Giocatore più presente (tra parentesi il numero delle presenze) | Capocannoniere (tra parentesi il numero dei gol segnati) |
| ---------- | ------------------------------------------------------------------ | --------------------------------------------------------------- | -------------------------------------------------------- |
| Aarau      | Patrick Rahmen                                                     | Elsad Zverotić (35)                                             | Stefan Maierhofer (11) Varol Tasar (11)                  |
| Chiasso    | Alessandro Mangiarratti (1ª-14ª) Andrea Manzo (15ª-36ª)            | Sebastian Malinowski (34)                                       | Zoran Josipovic (11)                                     |
| Kriens     | Bruno Berner                                                       | Jan Elvedi (35) Saleh Chihadeh (35)                             | Nico Siegrist (16)                                       |
| Losanna    | Giorgio Contini                                                    | Thomas Castella (35)                                            | Maxime Dominguez (7) Andi Zeqiri (7)                     |
| Rapperswil | Urs Meier (1ª-25ª) Stefan Flühmann (26ª-28ª) Pedro Silva (29ª-36ª) | Aldin Turkeš (34) Egzon Shabani (34)                            | Aldin Turkeš (16)                                        |
| Sciaffusa  | Boris Smiljanić (1ª-22ª) Jürgen Seeberger (23ª-36ª)                | Karim Barry (35)                                                | Miguel Castroman (11)                                    |
| Servette   | Alain Geiger                                                       | Steve Rouiller (35) Timothé Cognat (35)                         | Mychell Chagas (14)                                      |
| Vaduz      | Roland Vrabec (1ª-6ª) Mario Frick (7ª-36ª)                         | Jodel Dossou (35)                                               | Milan Gajić (9) Jodel Dossou (9)                         |
| Wil        | Konrad Fünfstück (1ª-26ª) Ciriaco Sforza (27ª-36ª)                 | Živko Kostadinović (36)                                         | Sergio Cortelezzi (6)                                    |
| Winterthur | Ralf Loose                                                         | Luka Sliskovic (35) Raphael Spiegel (35)                        | Luka Sliskovic (13)                                      |

## Classifica finale
|       | Pos. | Squadra         | Pt | G  | V  | N  | P  | GF | GS | DR  |
| ----- | ---- | --------------- | -- | -- | -- | -- | -- | -- | -- | --- |
|       | 1.   | Servette        | 79 | 36 | 24 | 7  | 5  | 90 | 37 | +53 |
|       | 2.   | Aarau           | 64 | 36 | 19 | 7  | 10 | 63 | 46 | +17 |
|       | 3.   | Losanna         | 63 | 36 | 16 | 15 | 5  | 64 | 37 | +27 |
|       | 4.   | Winterthur      | 56 | 36 | 16 | 8  | 12 | 57 | 51 | +6  |
|       | 5.   | Wil             | 42 | 36 | 10 | 12 | 14 | 33 | 47 | -14 |
| [ 2 ] | 6.   | Vaduz           | 42 | 36 | 11 | 9  | 16 | 48 | 70 | -22 |
|       | 7.   | Sciaffusa       | 39 | 36 | 10 | 9  | 17 | 43 | 62 | -19 |
|       | 8.   | Kriens          | 36 | 36 | 7  | 15 | 14 | 46 | 58 | -12 |
|       | 9.   | Chiasso         | 36 | 36 | 9  | 9  | 18 | 43 | 67 | -24 |
|       | 10.  | Rapperswil-Jona | 35 | 36 | 10 | 5  | 21 | 47 | 59 | -12 |

Legenda:
      Promosso in Super League 2019-2020.
      Ammesso allo spareggio promozione-retrocessione.
      Ammesso ai preliminari di Europa League 2019-2020.
      Retrocesso in Promotion League 2019-2020.
Regolamento:
Tre punti a vittoria, uno a pareggio, zero a sconfitta.
In caso di arrivo di due o più squadre a pari punti, la graduatoria finale verrà stilata secondo la classifica avulsa tra le squadre interessate che prevede, in ordine, i seguenti criteri:
- Punti negli scontri diretti
- Differenza reti negli scontri diretti
- Differenza reti generale
- Reti realizzate in generale
- Sorteggio

## Risultati

### Prima fase
|            | AAR  | CHI  | KRI  | LOS  | RAP  | SCI  | SER  | VAD  | WIL  | WIN  |
| ---------- | ---- | ---- | ---- | ---- | ---- | ---- | ---- | ---- | ---- | ---- |
| Aarau      | –––– | 1-2  | 0-2  | 2-2  | 3-0  | 3-1  | 0-2  | 3-1  | 2-0  | 2-3  |
| Chiasso    | 2-3  | –––– | 3-3  | 1-1  | 0-1  | 2-1  | 0-3  | 1-3  | 0-2  | 1-3  |
| Kriens     | 1-2  | 1-1  | –––– | 1-1  | 1-4  | 0-1  | 2-3  | 2-2  | 1-1  | 1-2  |
| Losanna    | 1-1  | 5-1  | 1-1  | –––– | 1-0  | 2-0  | 1-1  | 1-2  | 2-2  | 5-1  |
| Rapperswil | 2-1  | 0-2  | 1-2  | 2-2  | –––– | 3-0  | 1-1  | 2-1  | 0-1  | 0-4  |
| Sciaffusa  | 1-3  | 3-2  | 3-2  | 1-1  | 1-0  | –––– | 1-1  | 4-1  | 2-0  | 2-2  |
| Servette   | 3-1  | 5-1  | 1-1  | 0-1  | 4-1  | 3-0  | –––– | 4-1  | 2-0  | 2-0  |
| Vaduz      | 2-1  | 4-2  | 2-2  | 1-2  | 3-3  | 1-1  | 1-0  | –––– | 0-2  | 0-1  |
| Wil        | 2-0  | 3-1  | 1-1  | 0-2  | 2-1  | 1-2  | 2-1  | 0-0  | –––– | 2-0  |
| Winterthur | 3-1  | 0-1  | 1-1  | 2-1  | 3-2  | 1-1  | 1-3  | 2-1  | 0-0  | –––– |

### Seconda fase
|            | AAR  | CHI  | KRI  | LOS  | RAP  | SCI  | SER  | VAD  | WIL  | WIN  |
| ---------- | ---- | ---- | ---- | ---- | ---- | ---- | ---- | ---- | ---- | ---- |
| Aarau      | –––– | 1-0  | 1-1  | 3-0  | 1-0  | 3-2  | 3-3  | 3-0  | 3-1  | 2-2  |
| Chiasso    | 0-1  | –––– | 2-2  | 0-5  | 2-1  | 2-2  | 2-1  | 1-2  | 3-1  | 1-1  |
| Kriens     | 2-2  | 0-0  | –––– | 0-2  | 2-1  | 1-2  | 0-3  | 2-1  | 1-2  | 2-0  |
| Losanna    | 0-0  | 1-1  | 3-2  | –––– | 1-0  | 0-0  | 0-2  | 6-2  | 2-0  | 4-1  |
| Rapperswil | 1-2  | 0-0  | 1-0  | 0-1  | –––– | 2-0  | 1-2  | 4-1  | 4-0  | 1-4  |
| Sciaffusa  | 1-2  | 0-2  | 1-2  | 0-2  | 0-2  | –––– | 0-2  | 1-1  | 2-0  | 1-3  |
| Servette   | 1-2  | 3-2  | 4-1  | 3-1  | 5-3  | 6-1  | –––– | 2-0  | 0-0  | 5-2  |
| Vaduz      | 2-0  | 1-0  | 3-2  | 2-2  | 3-2  | 0-2  | 1-5  | –––– | 1-1  | 1-0  |
| Wil        | 0-4  | 1-2  | 0-1  | 1-1  | 1-1  | 1-1  | 1-1  | 1-1  | –––– | 1-0  |
| Winterthur | 0-1  | 2-0  | 0-0  | 1-1  | 2-0  | 3-2  | 2-3  | 3-0  | 2-0  | –––– |

## Spareggi

### Spareggio promozione-retrocessione
|                 | Risultati     |                 | Luogo e data              |
| --------------- | ------------- | --------------- | ------------------------- |
| Neuchâtel Xamax | 0-4           | Aarau           | Neuchâtel, 30 maggio 2019 |
| Aarau           | 0-4 (4-5 dtr) | Neuchâtel Xamax | Aarau, 2 giugno 2019      |
|                 |               |                 |                           |

## Statistiche

### Squadre

#### Capoliste solitarie
|    | —— | ——      | ——      | ——      | ——      | ——  | ——  | ——  | ——  | ——  | ——  | ——  | ——       | ——       | ——       | ——       | ——       | ——       | ——       | ——       | ——       | ——       | ——       | ——       | ——       | ——       | ——       | ——       | ——       | ——       | ——       | ——       | ——       | ——       | ——       | —— |  |
|    |    | Losanna | Losanna | Losanna | Losanna | Wil | Wil | Wil | Wil | Wil |     |     | Servette | Servette | Servette | Servette | Servette | Servette | Servette | Servette | Servette | Servette | Servette | Servette | Servette | Servette | Servette | Servette | Servette | Servette | Servette | Servette | Servette | Servette | Servette |    |  |
|    |    |         |         |         |         |     |     |     |     |     |     |     |          |          |          |          |          |          |          |          |          |          |          |          |          |          |          |          |          |          |          |          |          |          |          |    |  |
|    |    |         |         |         |         |     |     |     |     |     |     |     |          |          |          |          |          |          |          |          |          |          |          |          |          |          |          |          |          |          |          |          |          |          |          |    |  |
| 1ª | 2ª | 3ª      | 4ª      | 5ª      | 6ª      | 7ª  | 8ª  | 9ª  | 10ª | 11ª | 12ª | 13ª | 14ª      | 15ª      | 16ª      | 17ª      | 18ª      | 19ª      | 20ª      | 21ª      | 22ª      | 23ª      | 24ª      | 25ª      | 26ª      | 27ª      | 28ª      | 29ª      | 30ª      | 31ª      | 32ª      | 33ª      | 34ª      | 35ª      | 36ª      |    |  |

#### Classifica in divenire
|            | 1ª | 2ª | 3ª | 4ª | 5ª | 6ª | 7ª | 8ª | 9ª | 10ª | 11ª | 12ª | 13ª | 14ª | 15ª | 16ª | 17ª | 18ª | 19ª | 20ª | 21ª | 22ª | 23ª | 24ª | 25ª | 26ª | 27ª | 28ª | 29ª | 30ª | 31ª | 32ª | 33ª | 34ª | 35ª | 36ª |
| ---------- | -- | -- | -- | -- | -- | -- | -- | -- | -- | --- | --- | --- | --- | --- | --- | --- | --- | --- | --- | --- | --- | --- | --- | --- | --- | --- | --- | --- | --- | --- | --- | --- | --- | --- | --- | --- |
| Aarau      | 0  | 0  | 0  | 0  | 0  | 0  | 1  | 4  | 4  | 4   | 4   | 7   | 10  | 13  | 16  | 17  | 20  | 23  | 26  | 29  | 32  | 32  | 33  | 34  | 37  | 40  | 41  | 44  | 45  | 48  | 51  | 54  | 57  | 58  | 61  | 64  |
| Chiasso    | 0  | 0  | 0  | 3  | 6  | 6  | 7  | 7  | 10 | 11  | 11  | 11  | 11  | 11  | 12  | 12  | 15  | 15  | 18  | 21  | 21  | 22  | 23  | 23  | 26  | 27  | 28  | 29  | 29  | 29  | 30  | 30  | 33  | 33  | 33  | 36  |
| Losanna    | 1  | 4  | 7  | 10 | 11 | 14 | 15 | 15 | 16 | 17  | 20  | 21  | 21  | 22  | 25  | 26  | 27  | 30  | 33  | 34  | 37  | 38  | 39  | 40  | 43  | 44  | 44  | 47  | 50  | 53  | 56  | 56  | 56  | 57  | 60  | 63  |
| Rapperswil | 3  | 6  | 6  | 6  | 9  | 12 | 12 | 15 | 16 | 16  | 16  | 17  | 17  | 17  | 17  | 18  | 18  | 18  | 18  | 18  | 18  | 21  | 24  | 24  | 24  | 24  | 25  | 25  | 28  | 31  | 32  | 35  | 35  | 35  | 35  | 35  |
| Sciaffusa  | 0  | 3  | 6  | 6  | 7  | 8  | 9  | 9  | 12 | 15  | 15  | 16  | 16  | 19  | 19  | 22  | 25  | 26  | 26  | 27  | 27  | 27  | 28  | 28  | 28  | 28  | 28  | 29  | 29  | 32  | 35  | 35  | 35  | 36  | 39  | 39  |
| Vaduz      | 3  | 3  | 3  | 6  | 6  | 7  | 7  | 8  | 11 | 12  | 12  | 15  | 18  | 18  | 18  | 19  | 19  | 20  | 20  | 21  | 21  | 24  | 25  | 28  | 28  | 31  | 32  | 32  | 35  | 35  | 35  | 38  | 41  | 42  | 42  | 42  |
| Wil        | 3  | 3  | 6  | 9  | 10 | 13 | 16 | 17 | 18 | 18  | 21  | 21  | 22  | 25  | 28  | 28  | 29  | 29  | 29  | 30  | 31  | 32  | 32  | 35  | 35  | 35  | 36  | 37  | 37  | 37  | 38  | 38  | 41  | 42  | 42  | 42  |
| Winterthur | 0  | 3  | 6  | 7  | 7  | 8  | 11 | 14 | 14 | 17  | 20  | 21  | 24  | 24  | 24  | 27  | 28  | 31  | 34  | 34  | 37  | 38  | 39  | 39  | 39  | 39  | 42  | 43  | 44  | 44  | 44  | 47  | 47  | 50  | 53  | 56  |
| Kriens     | 1  | 1  | 4  | 5  | 6  | 7  | 8  | 9  | 9  | 10  | 13  | 13  | 14  | 15  | 16  | 16  | 16  | 16  | 16  | 19  | 22  | 22  | 23  | 26  | 29  | 32  | 33  | 34  | 34  | 34  | 35  | 35  | 35  | 36  | 36  | 36  |
| Servette   | 3  | 6  | 6  | 6  | 9  | 9  | 10 | 11 | 12 | 15  | 18  | 21  | 24  | 27  | 30  | 33  | 34  | 37  | 40  | 40  | 41  | 44  | 45  | 48  | 51  | 54  | 57  | 58  | 61  | 64  | 64  | 67  | 70  | 73  | 76  | 79  |

#### Classifiche di rendimento

##### Rendimento andata-ritorno
| Andata     | Andata | Ritorno    | Ritorno |
|            |        |            |         |
| Servette   | 37     | Servette   | 42      |
| Winterthur | 31     | Aarau      | 41      |
| Losanna    | 30     | Losanna    | 33      |
| Wil        | 29     | Winterthur | 25      |
| Sciaffusa  | 26     | Vaduz      | 22      |
| Aarau      | 23     | Chiasso    | 21      |
| Vaduz      | 20     | Kriens     | 20      |
| Rapperswil | 18     | Rapperswil | 17      |
| Kriens     | 16     | Sciaffusa  | 13      |
| Chiasso    | 15     | Wil        | 13      |

##### Rendimento casa-trasferta
| Casa       | Casa | Trasferta  | Trasferta |
|            |      |            |           |
| Servette   | 44   | Servette   | 35        |
| Losanna    | 34   | Aarau      | 30        |
| Aarau      | 34   | Losanna    | 29        |
| Winterthur | 32   | Winterthur | 24        |
| Vaduz      | 29   | Kriens     | 21        |
| Wil        | 25   | Chiasso    | 19        |
| Rapperswil | 24   | Wil        | 17        |
| Sciaffusa  | 22   | Sciaffusa  | 17        |
| Chiasso    | 17   | Vaduz      | 13        |
| Kriens     | 15   | Rapperswil | 11        |

#### Primati stagionali
Squadre
- Maggior numero di vittorie: Servette (24)
- Maggior numero di pareggi: Losanna, Kriens (15)
- Maggior numero di sconfitte: Rapperswil (21)
- Minor numero di vittorie: Kriens (7)
- Minor numero di pareggi: Rapperswil (5)
- Minor numero di sconfitte: Losanna, Servette (5)
- Miglior attacco: Servette (90 gol fatti)
- Peggior attacco: Wil (33 gol fatti)
- Miglior difesa: Losanna, Servette (37 gol subiti)
- Peggior difesa: Vaduz (70 gol subiti)
- Miglior differenza reti: Servette (+53)
- Peggior differenza reti: Chiasso (-24)
- Miglior serie positiva: Aarau (14, 23ª-36ª)
- Peggior serie negativa: Aarau (6, 1ª-6ª)
- Maggior numero di vittorie consecutive: Servette (7, 10ª-16ª)

Partite
- Più gol (8):

Servette-Rapperswil 5-3, 16 maggio 2019
Losanna-Vaduz 6-2, 26 maggio 2019
- Maggior scarto di gol (5): Servette-Sciaffusa 6-1
- Maggior numero di reti in una giornata: 22 gol nella 16ª giornata, 22 gol nella 30ª giornata, 22 gol nella 15ª giornata, 22 gol nella 36ª giornata
- Minor numero di reti in una giornata: 8 gol nella 21ª giornata
- Maggior numero di espulsioni in una giornata: 4 in 8ª giornata

### Individuali

#### Classifica marcatori
| Gol | Rigori |  | Giocatore           | Squadra    |
| --- | ------ |  | ------------------- | ---------- |
| 16  | 6      |  | Nico Siegrist       | Kriens     |
| 16  | 1      |  | Aldin Turkeš        | Rapperswil |
| 14  | 3      |  | Mychell Chagas      | Servette   |
| 13  | 2      |  | Luka Sliskovic      | Winterthur |
| 11  | 2      |  | Miguel Castroman    | Sciaffusa  |
| 11  | 1      |  | Zoran Josipovic     | Chiasso    |
| 11  | 0      |  | Koro Koné           | Servette   |
| 11  | 2      |  | Stefan Maierhofer   | Aarau      |
| 11  | 0      |  | Miroslav Stevanović | Servette   |
| 11  | 0      |  | Varol Tasar         | Aarau      |
| 11  | 2      |  | Sébastien Wüthrich  | Servette   |
| 10  | 1      |  | Taulant Seferi      | Winterthur |
| 9   | 0      |  | Alexandre Alphonse  | Servette   |
| 9   | 1      |  | Jodel Dossou        | Vaduz      |
| 9   | 3      |  | Milan Gajić         | Vaduz      |
| 9   | 1      |  | Alex Schalk         | Servette   |

#### Media spettatori
| Club       | Pos. | Media | Totale | Abbonamenti |
| ---------- | ---- | ----- | ------ | ----------- |
| Servette   | 1    | 4 327 | 77 880 |             |
| Winterthur | 2    | 3 606 | 64 900 |             |
| Aarau      | 3    | 3 306 | 59 504 |             |
| Losanna    | 4    | 3 058 | 55 048 |             |
| Vaduz      | 5    | 1 452 | 26 127 |             |
| Rapperswil | 6    | 1 435 | 25 822 |             |
| Kriens     | 7    | 1 403 | 25 261 |             |
| Sciaffusa  | 8    | 1 194 | 21 484 |             |
| Wil        | 9    | 1 177 | 21 190 |             |
| Chiasso    | 10   | 637   | 11 462 |             |

#### Arbitri
- Stefan Horisberger (17)
- Luca Piccolo (17)
- Sven Wolfensberger (15)
- Luca Cibelli (14)
- Alessandro Dudic (14)
- David Schärli (14)
- Nicolas Jancevski (11)
- Lionel Tschudi (11)
- Lukas Fähndrich (8)
- Nikolaj Hänni (7)
- Esther Staubli (7)
- Pascal Erlachner (6)
- Luca Gut (6)
- Fedayi San (6)

- Stephan Klossner (4)
- Alain Bieri (3)
- Adrien Jaccottet (3)
- Sandro Schärer (3)
- Mirel Turkeš (3)
- Johannes von Mandach (3)
- Saoud Al Athbah (2)
- Nico Gianforte (2)
- Urs Schnyder (2)
- Khamis Al Marri (1)
- Mohammed Al Shammari (1)
- John Forster (0)